# Paul Walcher
Paul Walcher (* 30. April 2005 in Schladming, Steiermark) ist ein österreichischer Nordischer Kombinierer. Er gehört aktuell dem A-Kader des Österreichischen Skiverbandes an und startet für den WSV Ramsau-Steiermark.

## Biografie
Paul Walcher wuchs als Sohn der beiden Langläufer Achim Walcher und Maria Theurl-Walcher in Ramsau am Dachstein auf. In Folge eines Fußbruches wechselte er vom alpinen Skisport zur nordischen Kombination. Nach der Ski-Mittelschule Schladming absolvierte er das Schigymnasium Saalfelden. Seine um drei Jahre ältere Schwester Witta-Luisa war bis 2023 als Langläuferin aktiv.
Walcher bestritt im Alter von 13 Jahren seine ersten beiden Youth-Cup-Rennen in Oberstdorf. Bei den Sommerrennen im August 2019 gelangen ihm in Oberhof seine ersten Siege auf diesem Level. In den nächsten Wintern konnte er einige Erfolge im Youth- und Alpen-Cup feiern, ehe er Mitte Februar 2022 in Eisenerz sein Debüt im Continental Cup gab. Bei einen ersten Juniorenweltmeisterschaften in Zakopane gewann er nach Rang 25 im Einzel mit der Staffel die Bronzemedaille. Im Januar 2023 nahm er in Planica am Europäischen Olympischen Jugendfestival teil und gewann Silber im Einzel sowie Gold mit der Mannschaft. Im Rahmen der Junioren-WM in Whistler holte er im Einzel die Bronzemedaille. Bei seinen dritten Juniorenweltmeisterschaften in Planica kürte er sich nach Staffelrang vier im Einzel erstmals zum Juniorenweltmeister. Zudem gewann er Silber im Teamsprint an der Seite von Jonas Fischbacher. Im Jahr darauf holte er in dieser Disziplin gemeinsam mit Andreas Gfrerer die Goldmedaille.
Am 11. März 2023 gab Walcher in Oslo sein Weltcup-Debüt. Im folgenden August erlitt er bei einem Sturz im Windkanal von Stockholm einen Schlüsselbeinbruch und musste eine mehrwöchige Trainingspause einlegen. In der Saison 2023/24 absolvierte er mehr als zwei Drittel aller Weltcup-Rennen und belegte in der Gesamtwertung Rang 49. Erste Platzierungen unter den besten 30 erreichte er zu Beginn des folgenden Winters in Ruka, Lillehammer und bei seinen Heimrennen in der Ramsau.

## Erfolge

### Weltcup-Platzierungen
| Saison  | Platz | Punkte |
| ------- | ----- | ------ |
| 2023/24 | 49.   | 47     |

### Continental-Cup-Platzierungen
| Saison  | Platz | Punkte |
| ------- | ----- | ------ |
| 2021/22 | 85.   | 11     |
| 2022/23 | 59.   | 12     |